# Villard (Creuse)
Villard ist eine Gemeinde im Zentralmassiv in Frankreich. Sie gehört zur Region Nouvelle-Aquitaine, zum Département Creuse, zum Arrondissement Guéret und zum Kanton Dun-le-Palestel. Sie grenzt im Nordwesten an Maison-Feyne, im Nordosten an Fresselines, im Osten an La Celle-Dunoise, im Südosten an Saint-Sulpice-le-Dunois und im Südwesten an Dun-le-Palestel. Die Creuse bildet die Grenze zu Fresselines.

## Einwohner
| Jahr      | 1962 | 1968 | 1975 | 1982 | 1990 | 1999 | 2008 | 2018 |
| --------- | ---- | ---- | ---- | ---- | ---- | ---- | ---- | ---- |
| Einwohner | 473  | 457  | 403  | 347  | 341  | 329  | 329  | 370  |

## Sehenswürdigkeiten

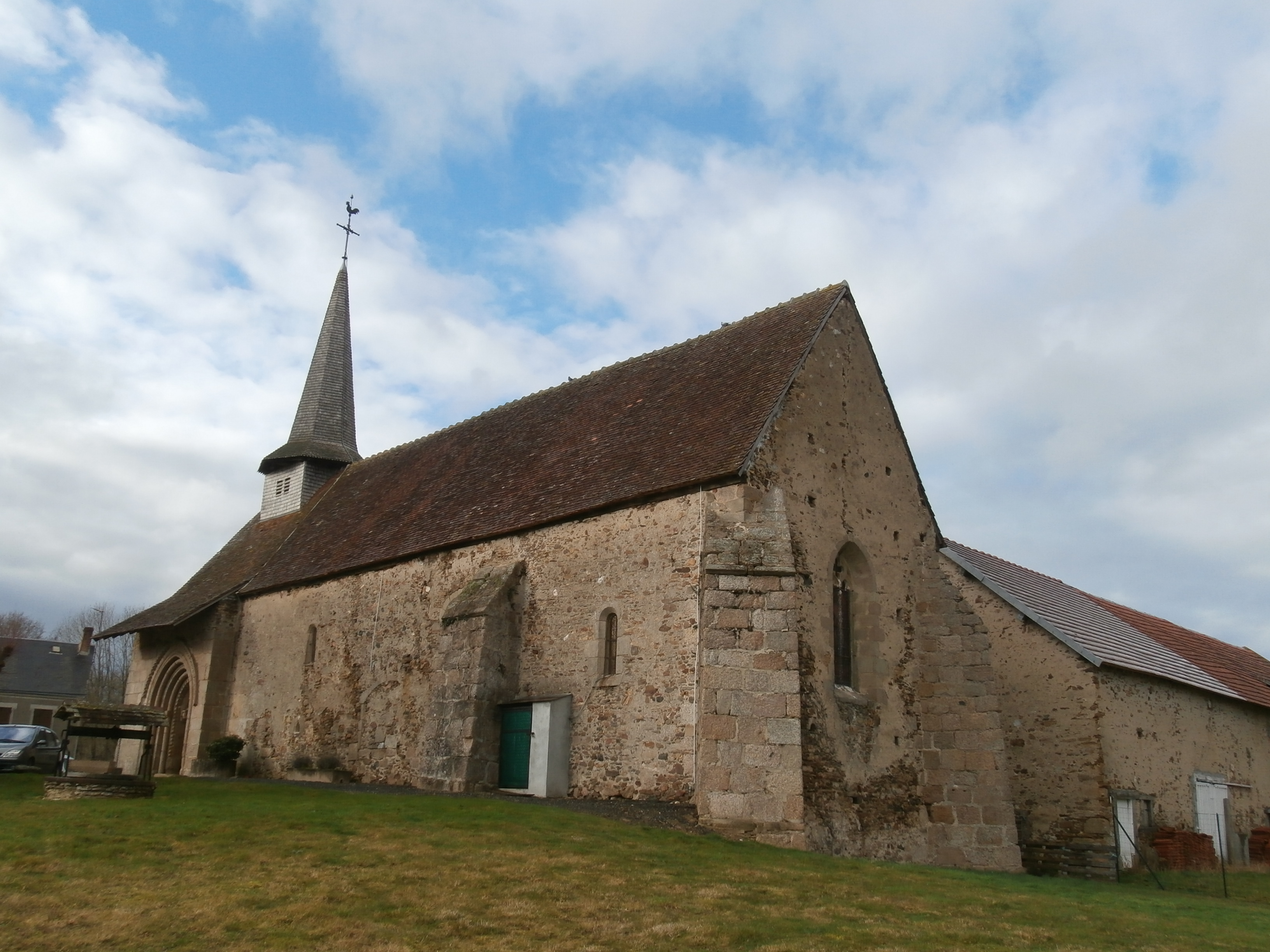
Kirche Saint-Paul

Dolmen de la Chadrolle im Jardin public Ferdinand Villard

- Kirche Saint-Paul
- Kriegerdenkmal
- Moulin du Gué Cornu